# Edzo Hommo Ebels
Edzo Hommo Ebels (Kroonpolder, Beerta, 20 juni 1889 – Groningen, 4 februari 1970) was een Nederlands liberaal politicus.
Na een opleiding aan de hbs werd hij landbouwer op de Ebelsheerd. Hij werd eind 1916 burgemeester van Beerta en was daarmee op 27-jarige leeftijd een van de jongste burgemeester van Nederland. Hij bleef daar tot 1923 burgemeester en was aansluitend lid van de Provinciale Staten van Groningen (1923-1941). Van 1932-1941 was hij bovendien lid van de Gedeputeerde Staten. Nadat Linthorst Homan in 1941 door de Duitsers werd ontslagen als Commissaris van de Koningin, was Ebels plaatsvervanger tot er een NSB'er werd aangesteld. Na de oorlog werd hij zelf Commissaris (1945-1954). 
Hij had diverse nevenfuncties en was onder meer curator van de Rijksuniversiteit Groningen van 1946 tot 1960, waarvan enige jaren als president. Johan Dijkstra schilderde een portret van hem voor de curatorenkamer.

## Onderscheidingen
- Ridder in de Orde van de Nederlandse Leeuw (30 augustus 1930)
- Grootofficier in de Orde van Oranje-Nassau (2 juni 1954)
- Eredoctoraat in de rechtsgeleerdheid (1953)

- Biografisch Portaal: 75034311
- Parlement.com: vg09llz1gmvn